# 多伊爾鎮區 (密歇根州)
多伊爾鎮區（英語：Doyle Township）是位於美國密歇根州斯庫克拉夫特縣的一個行政鎮區。

## 地方資料
多伊爾鎮區的面積為399.35平方千米，當中陸地面積為378.45平方千米，而水域面積為20.90平方千米。根據2020年美國人口普查的數據，當地共有人口563人，而人口密度為每平方千米1.41人。